# World Team Challenge 2021
World Team Challenge 2021 (oficjalnie bett1 Biathlon World Team Challenge 2021) – dwudziesta edycja pokazowych zawodów biathlonowych, które rozegrano 28 grudnia 2021 roku na obiekcie biathlonowym Chiemgau-Arena w Ruhpolding, a nie jak zwyczajowo na stadionie piłkarskim w Gelsenkirchen ze względu na ograniczenia spowodowane pandemią COVID-19, po raz kolejny bez udziału publiczności. Zawody składały się z dwóch konkurencji: biegu masowego i biegu pościgowego.

## Wyniki

### Bieg masowy
Źródło:.
| Poz. | Nazwisko                                | Reprezentacja | Czas [min.] (+kara) |
| ---- | --------------------------------------- | ------------- | ------------------- |
| 1.   | Janina Hettich / Erik Lesser            | Niemcy        | 31:04,4 (0)         |
| 2.   | Julija Dżyma / Dmytro Pidruczny         | Ukraina       | +1:16,6 (+7)        |
| 3.   | Jewgienija Pawłowa / Matwiej Jelisiejew | Rosja         | +1:17,6 (+5)        |
| 4.   | Lisa Hauser / Felix Leitner             | Austria       | +1:22,1 (+7)        |
| 5.   | Markéta Davidová / Michal Krčmář        | Czechy        | +1:39,6 (+8)        |
| 6.   | Dorothea Wierer / Lukas Hofer           | Włochy        | +1:40,0 (+6)        |
| 7.   | Lena Häcki / Joscha Burkhalter          | Szwajcaria    | +1:48,6 (+7)        |
| 8.   | Vanessa Hinz / Benedikt Doll            | Niemcy        | +2:29,7 (+7)        |
| 9.   | Emma Lunder / Christian Gow             | Kanada        | +2:58,4 (+9)        |
| 10.  | Mari Eder / Tero Seppälä                | Finlandia     | zdublowani          |

### Bieg pościgowy
Źródło:.
| Poz. | Nazwisko                                | Reprezentacja | Czas [min.] (+kara) |
| ---- | --------------------------------------- | ------------- | ------------------- |
| 1.   | Lisa Hauser / Felix Leitner             | Austria       | 32:15,5 (+2)        |
| 2.   | Jewgienija Pawłowa / Matwiej Jelisiejew | Rosja         | +56,8 (+3)          |
| 3.   | Markéta Davidová / Michal Krčmář        | Czechy        | +59,7 (+5)          |
| 4.   | Janina Hettich / Erik Lesser            | Niemcy        | +1:19,1 (+8)        |
| 5.   | Lena Häcki / Joscha Burkhalter          | Szwajcaria    | +1:19,2 (+6)        |
| 6.   | Mari Eder / Tero Seppälä                | Finlandia     | +1:32,7 (+7)        |
| 7.   | Dorothea Wierer / Lukas Hofer           | Włochy        | +1:58,7 (+6)        |
| 8.   | Julija Dżyma / Dmytro Pidruczny         | Ukraina       | +2:27,0 (+13)       |
| 9.   | Emma Lunder / Christian Gow             | Kanada        | +2:32,3 (+8)        |
| 10.  | Vanessa Hinz / Benedikt Doll            | Niemcy        | +2:40,3 (+8)        |